# Yucatánstraße
Die Yucatánstraße (oder Straße von Yucatán) ist eine Meerenge zwischen der mexikanischen Halbinsel Yucatán und der Insel Kuba. Sie verbindet den Golf von Mexiko mit dem Karibischen Meer.
Die Yucatánstraße ist mit 217 km breiter als ihre Länge von ca. 50 km und damit eher als Meerenge zu betrachten. Sie hat an der tiefsten Stelle nahe der kubanischen Küste eine Wassertiefe von 2779 Metern. Es herrscht eine Strömung von Nordost nach Südwest, die sich aus Teilen des Südäquatorialstroms, der durch die Windward-Passage der Yucatánstraße zufließt und des Nordäquatorialstroms zusammensetzt.